# Parti libéral 93
Le Parti libéral 93 (en roumain : Partidul Alianței Civice, abrégé en PL'93) est un parti politique roumain libéral ayant existé dans les années 1990.

## Histoire
En juillet 1990, un groupe conduit par Dinu Patriciu est exclu du Parti national-libéral. Il se nomme alors Parti national libéral – Aile jeune (en roumain : Partidul Național Liberal – Aripa Tânără. En février 1993, le parti change de nom pour celui de Parti libéral 93.
En 1996, il rejoint la coalition Alliance nationale libérale, aux côtés du Parti de l'alliance civique, sans que cela ne lui permette de remporter des sièges au Parlement.
En 1997, il se fond dans le Parti national libéral (Roumanie) Convention démocratique.